# Tortanus dextrilobatus
Tortanus dextrilobatus is een eenoogkreeftjessoort uit de familie van de Tortanidae. De wetenschappelijke naam van de soort is voor het eerst geldig gepubliceerd in 1965 door Chen & Zhang.